# سارگسیان
سارگیسیان (ارمنی: Սարգսյան)، همچنین سارکیسیان (Sarkissian زبان ارمنی غربی: Սարգիսեան یا Sarkisyan, املای روسی Саркисян,. برای منشأ به مقاله Սարգսյան بنگرید. یک نام خانوادگی ارمنی می‌باشد و ممکن است به یکی از موارد زیر اشاره داشته باشد:

## سارگسیان (Sargsyan)
- آرا سارگسیان، (۱۹۰۲–۱۹۶۹) مجسمه‌ساز ارمنی
- آرام گاسپار سارگسیان (زاده ۱۹۴۹)، سیاست‌مدار و فعال کمونیست و سوسیال دموکرات ارمنی
- آرام سارگسیان (زاده ۱۹۶۱)، سیاست‌مدار ارمنی و نخست‌وزیر ارمنستان ۱۹۹۹–۲۰۰۰
- آرام سارگسیان (زاده ۱۹۸۴)، ارمنی خواننده-ترانه‌سرا، کمدین و شخصیت تلویزیونی شناخته شده با نام هنری آرام ام‌پی۳
- آرمن سارگسیان (زاده ۱۹۵۳)، سیاست‌مدار، فیزیک‌دان، دیپلمات، و کارآفرین ارمنی و نخست‌وزیر ارمنستان از ۱۹۹۶ تا ۱۹۹۷
- آرسن سارگسیان (زاده ۱۹۸۴)، دونده پرش ارتفاع ارمنی
- اینسا سارگسیان (زاده ۱۹۷۲)، بازیکن بازنشسته زن والیبال اهل روسیه
- تیگران سارگسیان (زاده ۱۹۶۰)، نخست‌وزیر ارمنستان ۲۰۰۸
- خورن سارگسیان (۱۸۹۱–۱۹۷۰)، ارمنی نویسنده، منتقد، دکتر علم زبان، و استاد دانشگاه
- ریتا سارگسیان، همسر رئیس‌جمهور ارمنستان سرژ سارگسیان، بانوی اول ارمنستان
- سرگیس سرگسیان (زاده ۱۹۷۳)، تنیس‌باز ارمنی
- سوس سارگسیان (زاده ۱۹۲۹)، ارمنی هنرپیشه، هنرمند مردمی اتحاد شوروی (۱۹۸۵) و هنرمند مردمی ارمنستان
- کارن سارگسیان (زاده ۱۹۸۳)، بازیکن حرفه‌ای فوتبال اهل روسیه
- کارن سارگسیان، رهبر گروه کر ارمنی
- گابریل سارگیسیان (زاده ۱۹۸۳)، شطرنج‌باز ارمنی و و استادبزرگ بین‌المللی شطرنج (۲۰۰۲)
- گاگیک سارگسیان (۱۹۲۶–۱۹۹۸)، تاریخ‌نگار ارمنی، استاد دانشگاه، قائم مقام فرهنگستان علوم ارمنستان
- گئورگ سارگسیان (زاده ۱۹۸۱)، رهبر ارکستر ارمنی
- موسس سارگسیان (زاده ۱۹۸۷)، بازیکن حرفه‌ای فوتبال اهل روسیه
- نارک سارگسیان (زاده ۱۹۵۸)، معمار ارشد سابق ایروان و ارمنستان
- واهرام سارگسیان (زاده ۱۹۸۱)، آهنگساز و رهبر ارکستر ارمنی
- وازگن سارگسیان (۱۹۵۹–۱۹۹۹)، فرمانده نظامی، سیاست‌مدار و نویسنده، وزیر دولت ارمنی و نخست‌وزیر ارمنستان در ۱۹۹۹
- ولادیمیر سارگسیان (۱۹۳۵–۲۰۱۳)، دانشمند ارمنستان شوروی در زمینه مکانیک
- ولادیمیر سارگسیان
- آرتیوم سارگسیان
- واهه سارگسیان
- ژورا سارگسیان
- ساموئل سارگسیان (هنرپیشه)
- تامارا سارگسیان
- آرامائیس سارگسیان (هنرپیشه)
- مارو سارگسیان
- غازار سارگسیان
- گریگور ملیک-سارگسیان
- یوگنیا سارگسیان
- آرتور سارگسیان (وزنه‌بردار)
- مارتین سارگسیان
- واچاگان سارگسیان
- لوون سارگسیان
- سامسون سارگسیان
- آرتاک سارگسیان
- آشوت سارگسیان
- باگرات سارگسیان
- لوسینه سارگسیان
- نازنیک سارگسیان
- نادژدا سارگسیان
- ساموئل سارگسیان
- آنژلا سارگسیان
- کارینه سارگسیان (پزشک)

## سارکیسیان (Sarkissian / Sarkisian)
- آیدا سرکیسیان
- شاهین سرکیسیان
- سرژ سارگسیان (زاده ۱۹۵۴)، رئیس‌جمهور فعلی ارمنستان. نخست‌وزیر ارمنستان از ۲۰۰۷ تا ۲۰۰۸
- تیگران سارگسیان، اقتصاددان و سیاست‌مدار ارمنی و نخست‌وزیر ارمنستان
- اسقف اعظم سبوه سرکیسیان،
- سیمون سرکیسیان، طراح سردر دانشگاه تهران
- آدریان سارکیسیان (زاده ۱۹۷۹)، بازیکن فوتبال اروگوئه‌ای
- آلکس سارکیسیان (۱۹۲۲–۲۰۰۴)، بازیکن فوتبال آمریکایی
- ایمی سارگیسیان (زاده ۱۹۶۹)، هنرمند که در لس آنجلس، کالیفرنیا فعالیت و زندگی می‌کند
- اندی سرکیس، هنرپیشه، کارگردان و مؤلف انگلیسی عراقی/ارمنی زاده نسخه انگلیسی شده سارکیسیان
- آرارات سارکیسیان، ارمنی هرمند، زاده در گیومری در ۱۹۵۶
- آرتور سارکیسیان (زاده ۱۹۶۰)، نقاش و هنرمند ارمنی
- شرلین سرکیسیان (زاده ۱۹۴۶)، با نام هنری "شر", خواننده آمریکایی
- گارنیک سارکیسیان، خواننده ارمنی
- مارکوس سارکیسیان شخصیت Terminator: The Sarah Connor Chronicles
- مارک سارکیسیان، مهندس عمران، مدیر مهندسی سازه و زلزله آمریکایی در دفتر سانفرانسیسکو اسکیدمور، اوینگز و مریل
- اُفلیا سارکیسیان، همزاد از Viper, یک شرور بزرگ در مارول کامیکس
- پیتر سارکیسیان (زاده ۱۹۶۵)، هنرمند ویدئو و چند رسانه‌ای ارمنی
- ستراک سارکیسیان، نوازنده طبلا لبنانی
- استیو سارکیسیان (زاده ۱۹۷۴)، سرمربی سابق USC Trojans football

## سارکیسیان (Sarkisyan)
- آلبرت سارکیسیان (زاده ۱۹۷۵)، ارمنستان
- آلبرت سارگسیان (زاده ۱۹۶۳)، مربی حرفه‌ای فوتبال و بازیکن سابق ارمنی
- مارکوس سارکیسیان (زاده ۱۹۸۷)، بازیکن حرفه‌ای فوتبال روسیه
- ناتالینه سارکیسیان (۱۹۹۰–۲۰۰۷)، نوجوان آمریکایی مبتلا به recurrent leukemia
- استپان سارکیسیان (زاده ۱۹۶۲)، کشتی‌گیر سابق برای اتحاد شوروی
- یوریک سارکیسیان (زاده ۱۹۶۱)، وزنه‌بردار سابق المپیکی برای اتحاد شوروی (۱۹۸۰) و استرالیا
- یوری سارکیسیان (زاده ۱۹۴۷)، مربی فوتبال و بازیکن سابق فوتبال

## سارکیسیان (Sarkeesian)
- آنیتا سارکیسیان، وبلاگ‌نویس فمینیست کانادایی
- اندرو سارکیسیان (Also Known as Incognito)، خواننده، ترانه‌سرا و تهیه‌کننده موسیقی تخصص در موسیقی هاوس